# 거대 펭귄
거대 펭귄(giant penguin)은 1940년대 플로리다주에서 목격된 것으로 추정되는 생물이며 적어도 부분적으로는 거짓으로 기록되어 있다. 수백만 년 전에 멸종된 거대 펭귄이 있었음에도 불구하고 이 설은 과학적 가치가 없다.

## 역사
1948년에 여러 사람들이 플로리다의 클리어워터 해변에서 세 개의 발가락이 있는 커다란 동물의 발자국을 발견했다고 보고했다. 나중에 바다에서 64km 떨어진 스와니강 기슭을 따라 더 많은 트랙이 발견되었다.
그해 말, 멀리서 거대 펭귄이 목격된 것으로 알려졌다. 이 거대한 새는 키가 4.6미터에 앨리게이터같은 발을 가지고 있는 것으로 묘사되었다. 같은 기간 동안 플로리다 만 연안에서 보트를 탔던 사람들은 펭귄처럼 생긴 거대한 새가 물 위에 떠다니는 것을 보았다고 보고했다. 이러한 사건은 여러 신문에 보도되었다. 그해 말, 또 다른 거대 펭귄 같은 새가 플로리다 북부의 스와니 강 유역에 있는 비행기에서 목격된 것으로 알려졌다. 미확인동물학자 이반 T. 샌더슨은 그 생물이 어떻게든 자연 서식지에서 쫓겨난 거대 펭귄이었다고 선언했다.
1988년 4월 11일, 세인트 피터스버그 타임스 기자 얀 커비(Jan Kirby)는 거짓 펭귄이 토니 시뇨리니와 1969년에 사망한 지역적으로 알려진 장난꾸러기 알 윌리엄스(Al Williams)에 의해 저질러졌다고 밝혔다. 시뇨리니는 이것들이 화석화된 공룡 발자국 사진에서 영감을 받았다고 말했다. 그리고 트랙을 만드는 데 사용된 철로 만들어진 거대한 펭귄 발을 기자에게 보여주었다.